# Брентвуд (Пенсилванија)
Брентвуд (енгл. Brentwood) град је у америчкој савезној држави Пенсилванија.

## Демографија
По попису из 2010. године број становника је 9.643, што је 823 (-7,9%) становника мање него 2000. године.
| Група             | 2000.          | 2010.         |
| Белци             | 10.192 (97,4%) | 9.064 (94,0%) |
| Афроамериканци    | 56 (0,5%)      | 197 (2,0%)    |
| Азијати           | 57 (0,5%)      | 76 (0,8%)     |
| Хиспаноамериканци | 72 (0,7%)      | 169 (1,8%)    |
| Укупно            | 10.466         | 9.643         |